# Les côtelettes
Les côtelettes è un film del 2003 diretto da Bertrand Blier.